# Keren Karmel
Keren Karmel nebo Keren ha-Karmel (hebrejsky: קרן כרמל, arabsky: al-Machraka nebo Muchraka) je hora o nadmořské výšce 474 metrů v severním Izraeli.
Leží na jihovýchodním okraji pohoří Karmel, cca 18 kilometrů jihovýchodně od centra Haify a cca 4 kilometry jihovýchodně od města Dalijat al-Karmel. Má podobu výrazného návrší se zalesněnými svahy, které na západ a sever odtud přecházejí do rozsáhlého lesního komplexu. Na jižní straně terén prudce klesá do údolí vádí Nachal Jokne'am, na jihozápadě do jeho přítoku Nachal Rakefet. Dál k jihu se zvedá vysočina Ramat Menaše. Na východ svahy hory klesají do zemědělsky využívaného Jizre'elského údolí.
Na vrcholu hory se nachází svatyně, která podle tradice stojí na místě, kde se prorok Elijáš utkal s Baalovými a Aštertinými proroky. Místo je uctíváno v židovské, muslimské, drúzské i křesťanské tradici. V 19. století zde vyrostl klášter řádu karmelitánů. Lokalita je turisticky využívaná, stojí tu socha proroka Elijáše. Nabízí se tu výhled na okolní krajinu.